# Aurora Mira

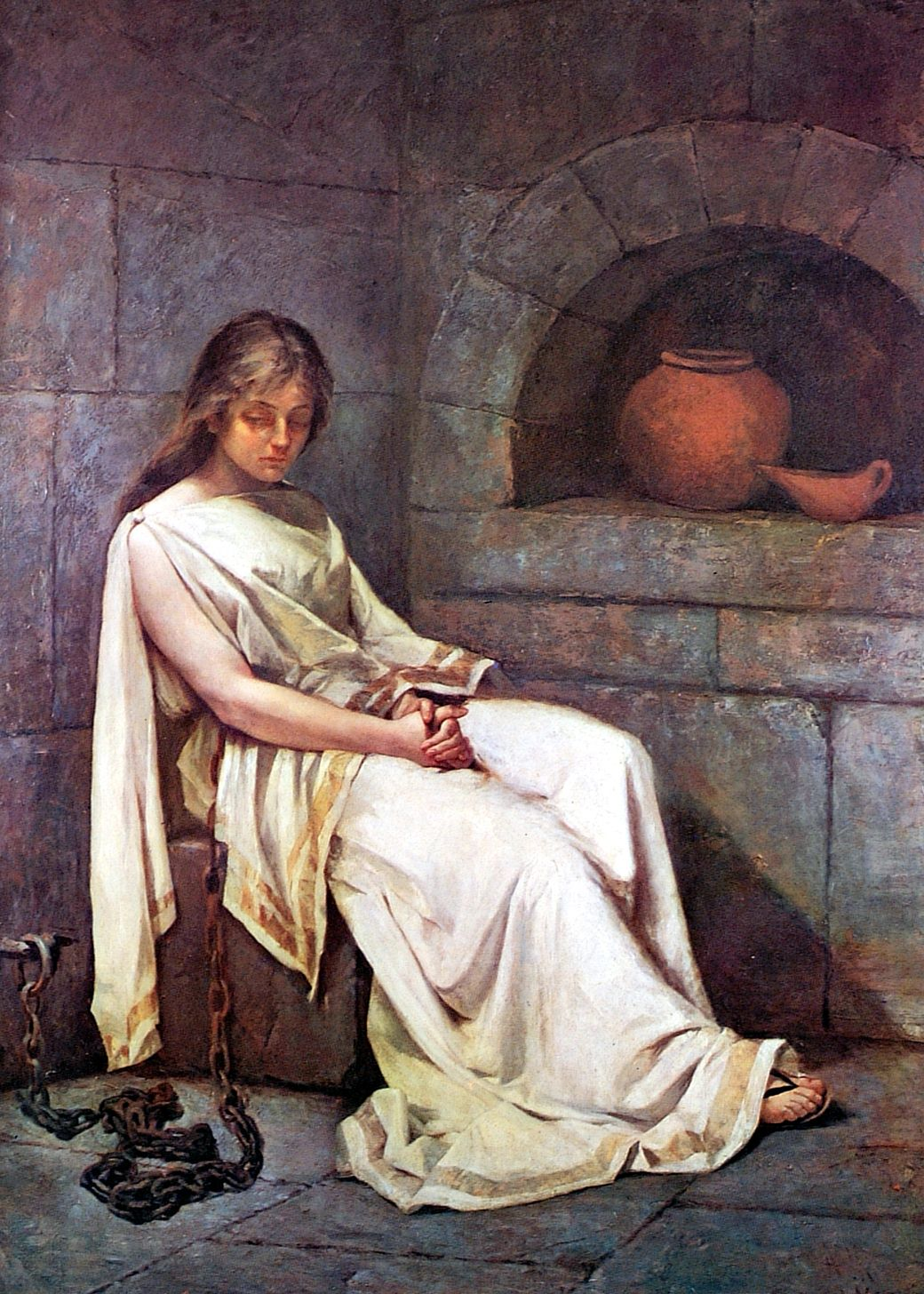
Agripina Metella encadenada

Aurora Mira Mena (Santiago, 1863- Santiago, diciembre de 1939) fue una pintora chilena. Se la considera, junto con su hermana Magdalena, una de las primeras mujeres artistas de Chile.

## Datos biográficos
Aurora Mira Mena nació en el seno de una distinguida y acomodada familia interesada en el arte. Fue hija de Gregorio Mira Íñiguez, pintor aficionado que estudió con el artista francés Raymond Monvoisin, y de Mercedes Mena Alviz; fue hermana de Magdalena Mira (1859-1930), también pintora: y de Pedro Nolasco Mira, segundo alcalde de Pichilemu.

## Estilo
Fue una de las primeras mujeres en estudiar pintura en Chile. Contó con el apoyo de su padre para ingresar a la Academia de Pintura de Santiago, donde junto a Magdalena fue discípula de Juan Mochi, con la que fue incluida dentro de la denominada «generación del medio siglo», ubicándose entre la segunda y la tercera generaciones de alumnos de dicho lugar.
Pese a que en un principio desarrolló el género mitológico de estilo neoclásico, como su obra Agripina Metella (1886), que exige una traducción visual casi literaria del tema y en donde las posibilidades de innovación plástica al interior del cuadro se ven reducidas, para sus obras más representativas escogió el de la naturaleza muerta: flores y frutas dispuestas en jarrones y fuentes sobre delicados manteles. Este género, también llamado «bodegón», tuvo un característico desarrollo durante el siglo XVII en los Países Bajos, destacándose desde entonces por rescatar el espacio íntimo del hogar, valorizar los productos obtenidos del esfuerzo e instalarse como uno de los modos del Barroco más interesantes y peculiares. Este género fue escogido por Aurora para desarrollar su obra, a causa de varios motivos: para diferenciarse de la producción de su hermana Magdalena, dedicada al retrato, y porque la naturaleza muerta se realiza, por lo general, en el espacio hogareño y no obliga salir al exterior a buscar motivos.
Asistió junto a Magdalena a la exposición realizada en el Congreso Nacional de Chile desde 1883 a 1886.
Pintó hasta avanzada edad, dentro de lo que le permitían sus obligaciones hogareñas. Aurora Mira, junto a su hermana Magdalena y a otras mujeres de su época, fue una figura precursora al momento de situar el ingreso público de la mujer en el espacio del arte chileno, ámbito que fue patrimonio de los hombres hasta mediados del siglo XIX.

## Premios
- 1884 Medalla de Plata, Salón Oficial.
- 1886 Medalla de Primera Clase, Salón Oficial, con la obra Agripina Metella.
- 1889 Premio de Costumbres Ex Aqueo Certamen Edwards, Salón Oficial.
- 1895 Premio de Honor Certamen Edwards, Salón Oficial.
- 1897 Primera Medalla en Salón Oficial.

Una obra de su autoría es propiedad del Museo Nacional de Bellas Artes, hay otra obra que se encuentra en la Pinacoteca de Concepción y una en el Museo de Arte y Artesanía de Linares. Varias otras pinturas forman parte de colecciones privadas.